# Boom één
Boom één was een Belgische lokale kieslijst te Boom.

## Geschiedenis
De kieslijst werd opgericht in december 2005 naar aanleiding van de gemeenteraadsverkiezingen van 2006 en was samengesteld uit sp.a-ers en onafhankelijken. Lijsttrekker was toenmalig burgemeester Patrick Marnef. Voorts bevolkten onder meer voormalig Vlaams Parlementslid Peter De Ridder en Boom Basket-voorzitter Paul Van Nuffel de lijst. De partij overtuigde die stembusgang 29,16% van de kiezers, goed voor acht zetels in de gemeenteraad. Verkozenen waren Patrick Marnef, Peter De Ridder, Pedro Beckers, Nourdine El Kouakibi, Andy Janssens, Rik Röttger, Vicente Pascual Termens en Anne Van der planken. Na de verkiezingen werd een coalitie gevormd met CD&V en VLD. Marnef werd opnieuw burgemeester. Schepenen voor de partij werden Peter De Ridder en Pedro Beckers.
Bij de lokale verkiezingen van 2012 leek vooraf een tweestrijd tussen 'Boom één' enerzijds en het Vlaams Belang anderzijds in de sterren geschreven. Lijsttrekker was opnieuw Marnef. Het was evenwel de derde hond (N-VA) die met het bot ging lopen en de grootste partij van Boom werd. 'Boom één' zelf incasseerde een verlies van ±3,5% en strandde op 26,27% van de stemmen. Hierdoor kon ze haar 8 verkozenen in de gemeenteraad behouden. Peter De Ridder, Anita Ceulemans, Patrick Marnef, Nihad Taouil, Andy Janssens, Abdelhafid El Hajoutti, Nourdine El Kouakibi en Rik Röttger mochten voor de partij zetelen. Wel werd 'Boom één' naar de oppositie verwezen.
Bij de stembusgang van 2018 was Peter De Ridder lijsttrekker, ook voormalig vrederechter Gust Laureyssens sierde de kieslijst. De partij overtuigde 22,2% van de kiezers, een verlies van ca. 4% en één zetel ten overstaan van 2012. Verkozenen waren Peter De Ridder, Anita Ceulemans, Nourdine El Kouakibi, Andy Janssens, Malik Mohammed, Fatiha Haouat en Patrick Marnef. De partij werd wederom naar de oppositie verwezen.
Bij de gemeenteraadsverkiezingen van 2024 kwam de partij opnieuw op onder de nationale naam, Vooruit. Nourdine El Kouakibi kwam met een eigen kieslijst, BOOM+.